# Bagna Celestynowskie
Bagna Celestynowskie este o arie protejată (sit de importanță comunitară — SCI) din Polonia întinsă pe o suprafață de 1.036,97 ha, integral pe uscat.

## Localizare
Centrul sitului Bagna Celestynowskie este situat la coordonatele 52°01′09″N 21°26′28″E / 52.0193°N 21.4412°E.

## Înființare
Situl Bagna Celestynowskie a fost declarat sit de importanță comunitară în octombrie 2009 pentru a proteja 2 specii de animale.

## Biodiversitate
Situată în ecoregiunea continentală, aria protejată conține 4 habitate naturale: Vegetație psamofilă uscată cu pășuni deschise de Corynephorus și Agrostis, Turbării active, Mlaștini turboase de tranziție și turbării mișcătoare, Mlaștini împădurite.
La baza desemnării sitului se află mai multe specii protejate:
- mamifere (1): castor (Castor fiber)
- nevertebrate (1): libelule (Leucorrhinia pectoralis)